# The Sheriff's Child
The Sheriff's Child è un cortometraggio muto del 1913 interpretato e diretto da Arthur Mackley. Il film venne scritto e prodotto da Gilbert M. 'Broncho Billy' Anderson.

## Produzione
Il film fu prodotto dalla Essanay Film Manufacturing Company. Venne girato a Hollywood.

## Distribuzione
Distribuito dalla General Film Company, il film - un cortometraggio in una bobina - uscì nelle sale cinematografiche USA il 22 gennaio 1913.